# Apple R1
L'Apple R1, est la première puce d’une nouvelle gamme de processeurs Apple Silicon conçus par Apple. Elle a fait ses débuts avec l’Apple Vision Pro, où elle est intégrée en tant que co-processeur aux côtés de la puce Apple M2.

## Spécification
La puce R1 a été spécialement conçue pour gérer en temps réel l’environnement de l’utilisateur de l’Apple Vision Pro. Elle analyse et traite instantanément les données provenant des douze caméras, des cinq capteurs et des six microphones intégrés au casque, assurant une expérience immersive et fluide. En complément de la puce Apple M2, la puce R1 se charge spécifiquement de la gestion des caméras, de la gestion des capteurs, du suivi des yeux, du suivi des gestes de la main et de la diffusion des images vers les écrans du casque.
Grâce à ses capacités techniques, la puce R1 permet d’afficher les images sur les écrans du casque en seulement 12 millisecondes. Elle permet également de réduire le mal des transports lors de l'utilisation du casque, pour cela la puce R1 dispose d'une mémoire RAM ultra-rapide à très faible latence qui permet de rendre imperceptible le décalage entre les mouvements de la tête et des yeux et le contenu affiché.

## Appareil utilisant ce processeur
- Apple Vision Pro

### Liens connexes
- Apple M2
- Système sur une puce
- Apple silicon